# Gustavo Tolotti
Gustavo Tolotti (Crema, 30 gennaio 1967 – Montepaone, 16 luglio 2022) è stato un cestista e allenatore di pallacanestro italiano.
È il giocatore con il record di presenze nella Viola Reggio Calabria.

## Carriera

### Club
Ala-centro di 207 centimetri, il suo nome è  strettamente legato a quello della Viola Reggio Calabria, nella quale ha militato per 12 anni, a cavallo tra gli anni ottanta e novanta, divenendone una bandiera. Oltre a Reggio Calabria, Tolotti giocò con la Virtus Roma, Sebastiani Rieti, Basket Roseto e Andrea Costa Imola.
L'anno trascorso a Roma, iniziato con i migliori propositi, fu in realtà traumatico, segnato da varie incomprensioni con l'allora presidente Angelo Rovati, con la quale non ci fu mai un vero legame e che dimostrò di non gradire il suo carattere deciso e sicuro, mettendolo addirittura fuori squadra per qualche giornata. Tornato alla Viola l'anno successivo, ebbe modo di vendicarsi: fu tra i protagonisti con i suoi 18 punti della vittoria nell'ultima giornata di campionato, proprio contro Roma, e che decretò la retrocessione in Serie A2 della squadra romana.
Dopo il ritiro dalla attività agonistica (chiusa con un quadriennio a Casalpusterlengo e un biennio a Catanzaro, sempre in B2), è rimasto a vivere in Calabria, stabilendosi a Soverato, intraprendendo la carriera di allenatore. Nella stagione 2007-08 ha ricoperto il ruolo di viceallenatore della Pallacanestro Catanzaro, squadra di Serie B2; nel 2009-10 è viceallenatore della Viola Reggio Calabria e nella stagione 2010-2011 ha fatto parte dello staff tecnico del Nuovo Basket Soverato (responsabile del settore giovanile e della scuola basket).

### Nazionale
È stato convocato con l'Italia under 19 ai campionati mondiali di Bormio 1987, durante il quale ha guadagnato la medaglia di bronzo alle spalle della Jugoslavia e degli Stati Uniti.
Gli anni reggini, oltre alla soddisfazione per i conseguimenti dei successi a livello sportivo e personale, segnano per Tolotti, anche la conquista di un posto in Nazionale, chiamato in azzurro da ct Sandro Gamba, ed in seguito da Ettore Messina. Con la maglia azzurra ha disputato il Mondiale 1990 in Argentina.
Per lui 22 presenze e 15 punti, utili comunque a mettersi al collo una medaglia:
- Argento ai Goodwill Games del 1994

#### Cronologia presenze e punti in Nazionale
| Cronologia completa delle presenze e dei punti in Nazionale - Italia | Cronologia completa delle presenze e dei punti in Nazionale - Italia | Cronologia completa delle presenze e dei punti in Nazionale - Italia | Cronologia completa delle presenze e dei punti in Nazionale - Italia | Cronologia completa delle presenze e dei punti in Nazionale - Italia | Cronologia completa delle presenze e dei punti in Nazionale - Italia | Cronologia completa delle presenze e dei punti in Nazionale - Italia | Cronologia completa delle presenze e dei punti in Nazionale - Italia |
| Data                                                                 | Città                                                                | In casa                                                              | Risultato                                                            | Ospiti                                                               | Competizione                                                         | Punti                                                                | Note                                                                 |
| -------------------------------------------------------------------- | -------------------------------------------------------------------- | -------------------------------------------------------------------- | -------------------------------------------------------------------- | -------------------------------------------------------------------- | -------------------------------------------------------------------- | -------------------------------------------------------------------- | -------------------------------------------------------------------- |
| 27/11/1988                                                           | Trapani                                                              | Italia                                                               | 104 - 56                                                             | Ungheria                                                             | Qual. Euro 1989                                                      | 4                                                                    |                                                                      |
| 24/05/1989                                                           | Dortmund                                                             | Italia                                                               | 61 - 74                                                              | Jugoslavia                                                           | Amichevole                                                           | 0                                                                    |                                                                      |
| 25/05/1989                                                           | Dortmund                                                             | Italia                                                               | 95 - 94                                                              | Unione Sovietica                                                     | Amichevole                                                           | 2                                                                    |                                                                      |
| 26/05/1989                                                           | Dortmund                                                             | Italia                                                               | 94 - 79                                                              | Cecoslovacchia                                                       | Amichevole                                                           | 0                                                                    |                                                                      |
| 28/05/1989                                                           | Dortmund                                                             | Italia                                                               | 85 - 103                                                             | Jugoslavia                                                           | Amichevole                                                           | 0                                                                    |                                                                      |
| 08/08/1990                                                           | Rosario                                                              | Italia                                                               | 109 - 125                                                            | Brasile                                                              | Mondiali 1990                                                        | 0                                                                    |                                                                      |
| 09/08/1990                                                           | Rosario                                                              | Italia                                                               | 94 - 89                                                              | Australia                                                            | Mondiali 1990                                                        | ne                                                                   |                                                                      |
| 10/08/1990                                                           | Rosario                                                              | Italia                                                               | 115 - 76                                                             | Cina                                                                 | Mondiali 1990                                                        | 4                                                                    |                                                                      |
| 13/08/1990                                                           | Salta                                                                | Italia                                                               | 86 - 78                                                              | Angola                                                               | Mondiali 1990                                                        | 2                                                                    |                                                                      |
| 14/08/1990                                                           | Salta                                                                | Italia                                                               | 123 - 100                                                            | Corea del Sud                                                        | Mondiali 1990                                                        | 0                                                                    |                                                                      |
| 15/08/1990                                                           | Salta                                                                | Italia                                                               | 110 - 81                                                             | Canada                                                               | Mondiali 1990                                                        | ne                                                                   |                                                                      |
| 17/08/1990                                                           | Salta                                                                | Italia                                                               | 108 - 100                                                            | Venezuela                                                            | Mondiali 1990                                                        | ne                                                                   |                                                                      |
| 19/08/1990                                                           | Salta                                                                | Italia                                                               | 106 - 83                                                             | Spagna                                                               | Mondiali 1990                                                        | 0                                                                    |                                                                      |
| 13/07/1994                                                           | Atene                                                                | Italia                                                               | 91 - 96                                                              | Jugoslavia                                                           | Torneo Acropolis 1994                                                | ne                                                                   |                                                                      |
| 14/07/1994                                                           | Atene                                                                | Italia                                                               | 67 - 72                                                              | Russia                                                               | Torneo Acropolis 1994                                                | 2                                                                    |                                                                      |
| 15/07/1994                                                           | Atene                                                                | Italia                                                               | 73 - 70                                                              | Argentina                                                            | Torneo Acropolis 1994                                                | 1                                                                    |                                                                      |
| 16/07/1994                                                           | Atene                                                                | Italia                                                               | 62 - 80                                                              | Grecia                                                               | Torneo Acropolis 1994                                                | 0                                                                    |                                                                      |
| 23/07/1994                                                           | San Pietroburgo                                                      | Italia                                                               | 72 - 67                                                              | Brasile                                                              |                                                                      | ne                                                                   |                                                                      |
| 24/07/1994                                                           | San Pietroburgo                                                      | Italia                                                               | 79 - 77                                                              | Croazia                                                              |                                                                      | ne                                                                   |                                                                      |
| 25/07/1994                                                           | San Pietroburgo                                                      | Italia                                                               | 83 - 69                                                              | Porto Rico                                                           |                                                                      | ne                                                                   |                                                                      |
| 27/07/1994                                                           | San Pietroburgo                                                      | Italia                                                               | 81 - 72                                                              | Stati Uniti                                                          |                                                                      | ne                                                                   |                                                                      |
| 28/07/1994                                                           | San Pietroburgo                                                      | Italia                                                               | 80 - 94                                                              | Porto Rico                                                           |                                                                      | ne                                                                   |                                                                      |
| Totale                                                               |                                                                      | Presenze                                                             | 22                                                                   |                                                                      | Punti                                                                | 15                                                                   |                                                                      |

## Palmarès
- Goodwill Games

San Pietroburgo 1994:  Argento
- Mondiali U-19

Bormio 1987:  Bronzo